# Élections législatives grenadiennes de 2013
Les élections législatives grenadiennes de 2013 se sont déroulées le 19 février 2013 à la Grenade. Elles aboutissent à un raz de marée électoral en faveur du Nouveau Parti national, qui remporte la totalité des sièges. À la suite de cette alternance, Keith Mitchell remplace Tillman Thomas et redevient Premier ministre.

## Mode de scrutin
La Chambre des représentants est la chambre basse du parlement bicaméral de la Grenade. Elle est composée de 15 sièges dont les membres sont élus pour cinq ans au scrutin uninominal majoritaire à un tour dans autant de circonscriptions.

## Résultats
|                           |                                       |        |       |       |               |  |  |  |  |
| Partis                    | Partis                                | Votes  | %     | Seats | +/–           |  |  |  |  |
|                           | Nouveau Parti national (NPN)          | 32 031 | 58,82 | 15    | 11            |  |  |  |  |
|                           | Congrès démocratique national (CDN)   | 22 160 | 40,69 | 0     | 11            |  |  |  |  |
|                           | Front national uni (FNU)              | 186    | 0,34  | 0     | Nv.           |  |  |  |  |
|                           | Mouvement des candidats indépendants  | 22     | 0,04  | 0     | Nv.           |  |  |  |  |
|                           | Parti démocrate                       | 14     | 0,03  | 0     | Nv.           |  |  |  |  |
|                           | Parti de la renaissance de la Grenade | 13     | 0,02  | 0     | Nv.           |  |  |  |  |
|                           | Mouvement uni patriotique             | 13     | 0,02  | 0     | Nv.           |  |  |  |  |
|                           | Parti travailliste uni                | 11     | 0,02  | 0     | Nv.           |  |  |  |  |
|                           | Indépendants                          | 5      | 0,01  | 0     | en stagnation |  |  |  |  |
|                           |                                       |        |       |       |               |  |  |  |  |
| Suffrages exprimés        | Suffrages exprimés                    | 54 857 | 99,63 |       |               |  |  |  |  |
| Votes blancs et invalides | Votes blancs et invalides             | 201    | 0,37  |       |               |  |  |  |  |
| Total                     | Total                                 | 55 058 | 100   | 15    | en stagnation |  |  |  |  |
| Abstentions               | Abstentions                           | 7 097  | 11,42 |       |               |  |  |  |  |
| Inscrits / participation  | Inscrits / participation              | 62 155 | 88,58 |       |               |  |  |  |  |

## Conséquences
Le Nouveau Parti national remporte 58 % des voix et l'ensemble des 15 sièges de la Chambre des représentants.
Le Congrès démocratique national, qui a formé le gouvernement sortant, remporte 40 % des voix, mais n'obtient aucun siège, perdant l'ensemble des 11 sièges, gagnés au scrutin précédent.